# 库图夫尔
库图夫尔（法語：Coutouvre，法語發音：[kutuvʁ]）是法国卢瓦尔省的一个市镇，位于该省北部，属于罗阿讷区。

## 地理
库图夫尔（46°4'22"N, 4°12'42"E）面积21.87 平方千米，位于法国奥弗涅-罗讷-阿尔卑斯大区卢瓦尔省，该省份为法国中南部省份，北起顺时针与索恩-卢瓦尔省、罗讷省、伊泽尔省、阿尔代什省、上盧瓦爾省、多姆山省和阿列省接壤。
与库图夫尔接壤的市镇（或旧市镇、城区）包括：布瓦耶、武日、拉格雷勒、雅尔诺斯、蒙塔尼、楠达、佩勒。
库图夫尔的时区为UTC+01:00、UTC+02:00（夏令时）。

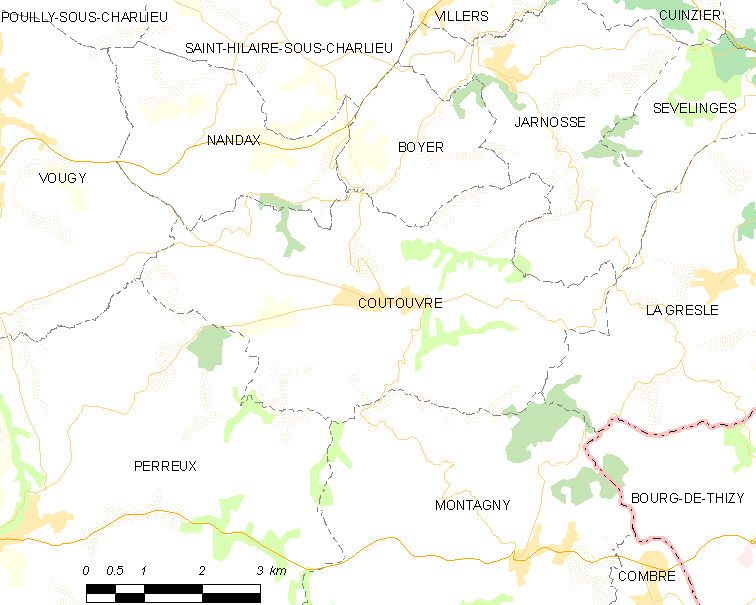
库图夫尔的OSM定位图

## 行政
库图夫尔的邮政编码为42460，INSEE市镇编码为42074。

## 政治
库图夫尔所属的省级选区为沙尔略县。

## 交通
卢瓦尔省省道D31线、D49线和D57线在镇中心交汇，省道D39线经过境内西北部。

## 人口

1962-2008年间库图夫尔人口变化图示

库图夫尔于2022年1月1日时的人口数量为1067人。